# Szekendy Tamás
Szekendy Tamás (Sopron, 1961. február 21. – 2014. január 24.) zongora-, orgona- és csembalóművész.

## Élete
Kilencéves korában kezdett zongorázni. A soproni Szent Mihály-templom orgonistája 13 éves kora óta. A helyi zeneiskola után a budapesti Bartók Béla Zeneművészeti Szakközépiskolában tanult tovább. 1985-ben a moszkvai Csajkovszkij Konzervatóriumban zongoraművészi diplomát kapott.
A Capella Savaria Régizene Együttes csembalistája volt. A kamarazenekarral több alkalommal szólistaként is fellépett, közel hetven, köztük számos díjnyertes közös lemezfelvételen szerepelt, de több szólólemezt is készített, főként barokk szerzők orgonaműveiből. Emellett az Authentic Quartet tagjaként is játszott billentyűs hangszereken. A barokk zenét játszó Trio Antiqua tagjaként rendszeresen koncertezett világszerte híres énekesek előadásait kísérve. A koncertezés mellett a győri és a szombathelyi zeneművészeti szakközépiskolában tanított.
A Joseph Haydn Zeneiskola furulya-tanszaka által kiadott két CD-lemez (Reneszánsz és barokk kamarazene (2003), Furulyamuzsika (2010)) continuóját ő látta el.
2008-ban Civitas Fidelissima-díjat kapott Sopron önkormányzatától.
2010-ben a fertődi Esterházy Pál Alapítványtól Esterházy Pál-díjat kapott.

## Válogatott diszkográfia
- Georg Muffat: 12 concerto grosso (közreműködő). Hungaroton, 1996. 2 CD
- Joseph Haydn: Az énekesnő; B-dúr szimfónia No. 35 (Joseph Haydn: La Canterina; Symphony in B flat major No. 35) (közreműködő). Hungaroton, 1997
- Michael Haydn: Szimfóniák (közreműködő). Hungaroton, 1997
- Georg Friedrich Händel: Latin motetták (közreműködő). Hungaroton, 1997
- Michael Haydn: Szimfóniák az 1780-as évekből (közreműködő). Hungaroton, 1999
- Giuseppe Valentini: 7 Bizzaria Op.2 (összkiadás) (közreműködő). Hungaroton, 2000[5]